# Ruisseau du Lavet de Derrière
Le ruisseau du Lavet de Derrière est une rivière pyrénéenne du sud de la France qui coule dans les départements des Hautes-Pyrénées et de la Haute-Garonne en région Occitanie. C'est un affluent du Lavet donc sous-affluent de la Garonne.

## Géographie
La longueur de son cours d'eau est de 14,3 km. Le ruisseau du Lavet prend sa source sur la commune de Cantaous dans les Hautes-Pyrénées. Après un parcours de 14,3 kilomètres, il se jette dans le Lavet en rive gauche sur la commune de Ponlat-Taillebourg dans la Haute-Garonne.

### Communes et départements traversés
- Hautes-Pyrénées : Saint-Laurent-de-Neste, Cantaous, Saint-Paul.
- Haute-Garonne : Cuguron, Les Tourreilles, Ponlat-Taillebourg, Montréjeau, Ausson.

## Principaux affluents
- (G) Rigole du Lavet : 2 km
- (G) Ruisseau de Derrière Lillaou : 2,1 km
- Ruisseau du Lavet de devant : 5,3 km

(D) rive droite ; (G) rive gauche.